# Conventus
Als conventus (lateinisch für „Zusammenkunft“, Plural conventūs; das griechische Pendant ist διοίκησις dioíkēsis) werden sowohl die Gerichtsbezirke, in die die Provinzen des Römischen Reiches unterteilt waren, als auch die regelmäßig dort stattfindenden Gerichtssitzungen des Statthalters bezeichnet.

## Funktion und Ablauf
Die Rechtsprechung in römischen Provinzen erfolgte durch den Statthalter, der dafür fortlaufend durch seinen Amtsbereich reiste. Um diese Tätigkeit klar zu regeln, wurden Gerichtsbezirke definiert, in deren Hauptort der Gouverneur mindestens einmal pro Jahr einen Gerichtstag abhielt. An diesen Orten konnte die Bevölkerung der Umgebung am jeweiligen Termin ihre Anliegen und Anklagen vorbringen. Davon konnten die geringfügigeren Delikte durch Assistenten bearbeitet werden, während schwerere Vergehen durch den Statthalter persönlich gerichtet wurden. Aufgrund der großen Zahl an Anfragen wurden die eigentlichen Urteile wohl in der Regel nicht direkt während des Gerichtstages, sondern erst einige Zeit später vom Sitz des Statthalters aus gefällt. Die Reisen des Statthalters durch die Provinz dürften in der Regel drei bis vier Monate pro Jahr in Anspruch genommen und vorwiegend in den Sommermonaten stattgefunden haben.
Die Abgrenzung der Conventus richtete sich häufig nicht nach den ethnischen Gliederungen der Provinzen, sondern nach der Bevölkerungsdichte und der Zugänglichkeit der Regionen. In der Regel waren die Gerichtsbezirke nach ihrem Hauptort benannt. Für diesen bedeutete die Funktion als Zentrum eines Conventus nicht nur eine besondere Auszeichnung, sondern auch einen handfesten wirtschaftlichen Vorteil durch die regelmäßige Anwesenheit des Statthalters sowie größerer Menschenmengen. Einen Bericht über die Reisetätigkeit des Statthalters durch die Gerichtsbezirke gibt unter anderem Gaius Iulius Caesar, der fast jährlich zwischen den Feldzügen in Gallien zur Rechtsprechung in seine Provinzen Gallia cisalpina und Illyrien zurückkehren musste.

## Verbreitung und Entwicklung
Die Gerichtsbezirke sind nicht für alle Provinzen bezeugt; es ist jedoch davon auszugehen, dass sie überall flächendeckend existierten. In einigen Fällen waren sie möglicherweise deckungsgleich mit anderen administrativen Einheiten wie den civitates, sodass sie nicht separat in den Quellen erwähnt sind. Die ersten festen Gerichtsorte römischer Statthalter sind um 200 v. Chr. in Sizilien belegt. Die erste systematische Gliederung einer Provinz in Conventus scheint in Asia erfolgt zu sein, wo die Bezirke erstmals für 62 v. Chr. bezeugt sind, aber vermutlich bereits in den ersten Jahrzehnten nach der römischen Eroberung, also zwischen 129 und 90 v. Chr., eingerichtet wurden und möglicherweise auf noch ältere administrative Strukturen des Attalidenreiches zurückgehen. Für Asia sind die Entwicklungen der Gerichtsbezirke generell vergleichsweise gut bekannt; so lassen sich auch mehrere Erhebungen von Städten zu Hauptorten oder umgekehrt Entziehungen dieses Status nachweisen. Neben Asia überliefert Plinius der Ältere noch für zwei weitere Regionen Listen der Conventus in seiner Naturalis historia, nämlich für die Iberische Halbinsel und für Dalmatia.
In Ägypten, das sich an der Wende der Republik zur Kaiserzeit in die Provinz Aegyptus verwandelte, sind durch die reichen Papyrusfunde ebenfalls einige Details zu den Gerichtstagen, die dort als Dialogismos (altgriechisch διαλογισμός) bezeichnet wurden, bekannt. Die zur Belegung der Verhandlungsführung in den unterschiedlichsten Rechtsbereichen ausgestellten Protokolle vermitteln einen guten Einblick in die Urteile und deren Vollstreckbarkeit. Die hoheitliche Überwachung der Gerichtsbezirke durch abgesandte Präfekten stand hier in der Tradition des vormaligen Ptolemäerreiches und bewirkte nun eine Einbindung in das römische Rechtswesen.
Die Bedeutung der Gerichtsbezirke ging im Laufe der Kaiserzeit langsam zurück. Einige ihrer Aufgaben scheinen durch die Provinziallandtage (im Osten des Römischen Reiches Koina, im Westen Concilia genannt) übernommen worden zu sein, in denen auch die lokalen Oberschichten eine wichtigere Rolle spielten. Aus der Zeit des Kaisers Tacitus (275–276 n. Chr.) stammt der letzte Beleg für einen Conventus; vermutlich wurde diese administrative Gliederung im späten 3. oder frühen 4. Jahrhundert bei den Diokletianischen Reichsreformen aufgegeben.